# Le Petit-Fougeray
Le Petit-Fougeray è un comune francese di 857 abitanti situato nel dipartimento dell'Ille-et-Vilaine nella regione della Bretagna.

## Società

### Evoluzione demografica
Abitanti censiti